# Gewone roodkruin
De gewone roodkruin (Anisodactylus binotatus) is een keversoort uit de familie van de loopkevers (Carabidae). De wetenschappelijke naam van de soort werd in 1787 gepubliceerd door Johann Christian Fabricius.

Hij heeft beharing rond de buitenrand van de dekschilden en meet ongeveer 10-13 mm in lengte.